# Incendiul din Moscova (1812)

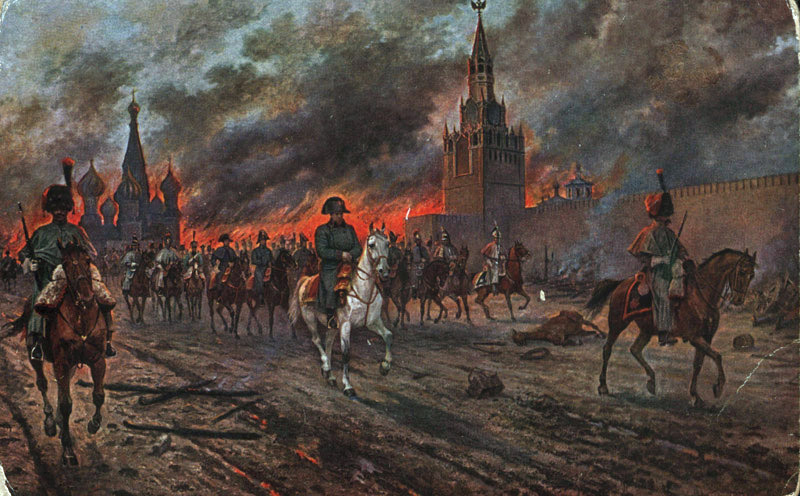
Napoleon pǎrǎsește Moscova

După bătălia indecisă de la Borodino, trupele lui Napoleon au avansat spre Moscova, avangarda lor intrând în oraș, dar găsind metropola cu desăvârșire pustie. Tăcerea așternută peste oraș, ce i s-a părut imediat suspectă suveranului francez, se va dovedi într-adevăr de rău augur. În noaptea de 13-14 septembrie 1812, izbucnesc incendii în mai multe cartiere ale orașului.
Francezii reușesc să pună mâna pe câțiva incendiatori, care recunosc că au actionat în cadrul unui plan bine stabilit, guvernatorul Moscovei, contele Rastopcin ordonând aruncarea in aer sau arderea majorității edificiilor publice, inclusiv a mânăstirilor sau bisericilor, dar mai ales a depozitelor și magazinelor ce ar fi putut asigura provizii invadatorilor. Măsurile dure luate de Napoleon, care a ordonat executarea pe loc a incendiatorilor, au venit însă prea târziu, căci deja Moscova era o mare de flăcări.
Aflat la Kremlin, sub amenințarea flăcărilor, împăratul este nevoit să caute adăpost în palatul Petrovski, aflat într-o suburbie a orașului și nu se va întoarce decât pe 19 septembrie, spre a aștepta zadarnic propunerile de pace ale țarului Alexandru I. Incendiul a avut proporții inimaginabile, fiind probabil cel mai puternic care a devastat vreodată capitala Rusiei. 6496 din cele 9151 de case ale orașului au ars complet, ca și peste 8000 de magazine și depozite, 122 din cele 322 biserici ale orașului.
Au mai fost distruse clădirea Universității, marea bibliotecă a lui Buturlin (aici a căzut pradă focului exemplarul original medieval din Cântecul oastei lui Igor) si teatrele Petrovski și Arbatski. De asemenea, circa 2000 de soldați ruși raniți au pierit in flăcări, iar din cei 270.000 de locuitori de dinainte de incendiu doar 215.000 s-au mai întors să își refacă locuințele.